# Dalihan Natolu (Dolok)
Dalihan Natolu is een bestuurslaag in het regentschap Padang Lawas Utara van de provincie Noord-Sumatra, Indonesië. Dalihan Natolu telt 410 inwoners (volkstelling 2010).